# 王晓岭
王晓岭（1949年？—），男，河北定州人，中国作词家、剧作家，北京军区政治部文工团艺术指导，一级编剧，享受国务院特殊津贴，多次参与策划大型政治文艺活动。

## 代表作品
王晓岭词作有：
- 《当兵的人》，1994年
- 《当那一天来临》，2005年
- 《阳光路上》
- 《强军战歌》，2013年
- 《风雨兼程》
- 《三月三》
- 《祖国赞美诗》
- 《我们从古田再出发》，2015年[3]
- 《大路长天》，2021年[4]
- 《石景山区六一小学校歌》

剧作有：
- 《西柏坡组歌》
- 《野火春风斗古城》
- 《永不消逝的电波》
- 《沂蒙山》
- 《红楼梦》
- 《草原记忆》
- 《九州方圆》